# Frauenhofen (Herrschaft)
Die Herrschaft Frauenhofen war eine Grundherrschaft im Viertel ober dem Wienerwald im Erzherzogtum Österreich unter der Enns, dem heutigen Niederösterreich.

## Ausdehnung
Die Herrschaft, die mit der Herrschaft Freundorf vereint war, umfasste zuletzt die Ortsobrigkeit über Frauenhofen und Freundorf. Der Sitz der Verwaltung befand sich in Frauenhofen.

## Geschichte
Letzte Inhaberin der Allodialherrschaft war Therese Edle von Voglhuber, die Witwe eines Wiener Advokaten, als die Herrschaft nach den Reformen 1848/1849 aufgelöst wurde.